# Argentina en los Juegos Olímpicos de Sankt-Moritz 1928
La participación de Argentina en los Juegos Olímpicos de Sankt-Moritz 1928 fue la 1.ª presentación oficial organizada por el Comité Olímpico Argentino. 
La delegación presentó 10 deportistas, todos hombres, para participar en la competencia de Bobsleigh con 2 equipos de 5 integrantes cada uno.
El equipo liderado por Eduardo Hope terminaría en el cuarto puesto, lo que representa el mejor resultado olímpico invernal de Argentina y Latinoamérica.

## Bobsleigh
Argentina clasiificó dos equipos en bobsleigh que se compusieron de cinco participantes cada uno:
| Equipo      | Integrantes                                                                                      | Resultados | Resultados | Resultados | Resultados |
| Equipo      | Integrantes                                                                                      | 1.º manga  | 2.ª manga  | Total      | Puesto     |
| ----------- | ------------------------------------------------------------------------------------------------ | ---------- | ---------- | ---------- | ---------- |
| Argentina 1 | Eduardo Hope (capitán) Justo Beningno del Carril Horacio Gramajo Horacio Iglesias Hector Milberg | 1:40.1     | 1:42.5     | 3:22.6     | 4.º        |
| Argentina 2 | Arturo Gramajo (capitán) Mariano Domari Rafael Iglesias Ricardo Gonzales Moreno John Víctor Nash | 1:42.3     | 1:40.6     | 3:22.9     | 5.º        |